# MAVS
MAVS (англ. Mitochondrial antiviral signaling protein) – білок, який кодується однойменним геном, розташованим у людей на короткому плечі 20-ї хромосоми. Довжина поліпептидного ланцюга білка становить 540 амінокислот, а молекулярна маса — 56 528.
| 10         |  | 20         |  | 30         |  | 40         |  | 50         |
| ---------- |  | ---------- |  | ---------- |  | ---------- |  | ---------- |
| MPFAEDKTYK |  | YICRNFSNFC |  | NVDVVEILPY |  | LPCLTARDQD |  | RLRATCTLSG |
| NRDTLWHLFN |  | TLQRRPGWVE |  | YFIAALRGCE |  | LVDLADEVAS |  | VYQSYQPRTS |
| DRPPDPLEPP |  | SLPAERPGPP |  | TPAAAHSIPY |  | NSCREKEPSY |  | PMPVQETQAP |
| ESPGENSEQA |  | LQTLSPRAIP |  | RNPDGGPLES |  | SSDLAALSPL |  | TSSGHQEQDT |
| ELGSTHTAGA |  | TSSLTPSRGP |  | VSPSVSFQPL |  | ARSTPRASRL |  | PGPTGSVVST |
| GTSFSSSSPG |  | LASAGAAEGK |  | QGAESDQAEP |  | IICSSGAEAP |  | ANSLPSKVPT |
| TLMPVNTVAL |  | KVPANPASVS |  | TVPSKLPTSS |  | KPPGAVPSNA |  | LTNPAPSKLP |
| INSTRAGMVP |  | SKVPTSMVLT |  | KVSASTVPTD |  | GSSRNEETPA |  | APTPAGATGG |
| SSAWLDSSSE |  | NRGLGSELSK |  | PGVLASQVDS |  | PFSGCFEDLA |  | ISASTSLGMG |
| PCHGPEENEY |  | KSEGTFGIHV |  | AENPSIQLLE |  | GNPGPPADPD |  | GGPRPQADRK |
| FQEREVPCHR |  | PSPGALWLQV |  | AVTGVLVVTL |  | LVVLYRRRLH |  |            |

A: Аланін

C: Цистеїн

D: Аспарагінова кислота

E: Глутамінова кислота

F: Фенілаланін

G: Гліцин

H: Гістидин

I: Ізолейцин

K: Лізин

L: Лейцин

M: Метіонін

N: Аспарагін

P: Пролін

Q: Глутамін

R: Аргінін

S: Серин

T: Треонін

V: Валін

W: Триптофан

Кодований геном білок за функцією належить до фосфопротеїнів. 
Задіяний у таких біологічних процесах, як імунітет, вроджений імунітет, взаємодія хазяїн-вірус, противірусний захист, альтернативний сплайсинг. 
Локалізований у мембрані, мітохондрії, зовнішній мембрані мітохондрій, пероксисомах.